# Eleição presidencial na Índia de 2007
As eleições presidenciais indianas de 2007 foram realizadas em 19 de julho, a fim de eleger o novo presidente do país. Pratibha Patil com 638.116 dos votos válidos foi eleita a presidente da Índia, tendo como segundo colocado o rival Bhairon Singh Shekhawat que obteve 331.306 dos votos válidos.